# Рабочая партия марксистского единства
Рабо́чая па́ртия маркси́стского объединения (исп. Partido Obrero de Unificación Marxista (POUM), более известная по своей аббревиатуре ПОУМ) — левая марксистская партия антисталинского толка, существовавшая в 1930-е годы в Испании.

## История

Трудящиеся! ПОУМ ждёт вас! Агитационный плакат ПОУМ, 1936

Образована 29 сентября 1935 года в Барселоне в результате слияния Рабоче-крестьянского блока (исп. Bloque Obrero y Campesino, BOC) и партии «Коммунистическая левая Испании» (исп. Izquierda Comunista de España, ICE). Название партии выбрано в подражание звуку выстрела.
Обе партии-предшественницы ПОУМ занимали антисталинистские позиции. Рабоче-крестьянский блок поддерживал Правую оппозицию в ВКП(б) и Бухарина, а «Коммунистическая левая Испании» — Левую оппозицию в ВКП(б). Л. Д. Троцкий в 1938 году писал:
| «социал-демократы, сталинцы, анархисты и ПОУМ — каждая по своему, сыграли роль тормоза и тем подготовили торжество Франко… Промежуточные, центристские организации, группирующиеся вокруг Лондонского Бюро, представляют лишь „левые“ привески социал-демократии или Коминтерна. Они обнаружили полную неспособность разобраться в исторической обстановке и сделать из неё революционные выводы. Их высшей точкой является испанская ПОУМ, которая, в условиях революции, оказалась совершенно неспособной на революционную политику». — «Агония капитализма и задачи Четвёртого Интернационала» |

Ключевые фигуры в партии — Андрес Нин, Хоакин Маурин, Хулиан Горкин, Вилебальдо Солано и другие. В партии были сильны антисталинские настроения, она критиковала бюрократизацию и политические процессы в СССР. Наиболее сильными позиции ПОУМ были в Каталонии и Валенсии: в этих сообществах отделения ПОУМ были более многочисленными, чем соответствующие местные организации КПИ и её фактического регионального крыла — Объединённой социалистической партии Каталонии.

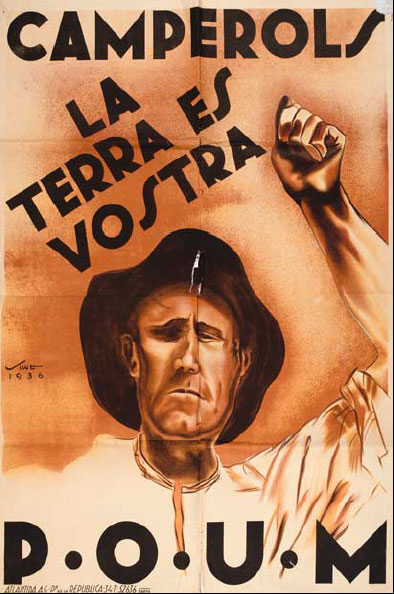
Крестьяне! Земля принадлежит вам! Плакат ПОУМ на каталанском языке, 1936

Ополченцы ПОУМ принимали активное участие в боях Гражданской войны на стороне республиканцев, но политические разногласия с коммунистами сталинистского толка вызвали противостояние между ПОУМ и республиканскими властями. Анархистская Национальная конфедерация труда, пользовавшаяся большим влиянием среди рабочих на территории, не занятой войсками Франко, первоначально поддерживала ПОУМ в разгоревшемся конфликте, но позже умеренно настроенные лидеры Национальной конфедерации труда вынудили более радикальную часть руководства Национальной конфедерации труда пойти на соглашение с центральной властью и таким образом оставить ПОУМ практически в полной изоляции (вместе с чисто троцкистской организацией Большевистско-ленинская секция). Нин был арестован республиканскими властями, а затем похищен и убит агентами НКВД (основную роль в этой операции играл резидент Иностранного отдела НКВД А. Орлов).
После событий мая 1937 года против ПОУМ велись репрессии, её члены объявлялись фашистскими агентами.
После победы националистов в гражданской войне предпринимались попытки воссоздать партию в эмиграции, а после смерти Франко в 1975 году — и в Испании, но они остались безуспешными.

## Международные связи
ПОУМ входила в Международное бюро революционного социалистического единства, более известное как Лондонское бюро (политические организации, составлявшие его, одновременно отвергали как реформизм Социалистического рабочего интернационала, так и просоветскую ориентацию Коммунистического интернационала). Один из лидеров организации Хулиан Горкин в 1939—1940 годах занимал должность секретаря Лондонского бюро.

## ПОУМ в искусстве
Во время гражданской войны в рядах частей ПОУМ воевал известный впоследствии английский писатель Джордж Оруэлл. Об этих событиях он написал документальную повесть «В память о Каталонии» (англ. Homage to Catalonia).
Художественный фильм британского кинорежиссёра Кена Лоуча «Земля и свобода» рассказывает историю подразделения бойцов Рабочей партии марксистского единства, в составе которого воюет член Коммунистической партии Великобритании, специально для этого приехавший в Испанию. Одним из наиболее важных элементов повествования картины является разочарование британского коммуниста в политике, проводимой Советским Союзом по отношению к неподконтрольным ему организациям в антифранкистском движении.
ПОУМ мимоходом упоминается в романе Джо Холдемана «Бесконечная война»:

Такая армия уже имелась в истории войны. Марксистская милиция ПОУМ, гражданская война в Испании, начало двадцатого века. Вы выполняли приказ, только когда его истолковывали в подробностях, и могли не подчиняться приказу, если не видели в нём смысла. Офицеры и солдаты выпивали вместе, не отдавали друг другу честь и не пользовались званиями. Они проиграли ту войну. Но противоположная сторона вообще не знала веселья.
Оригинальный текст (англ.)There had been an army in which that sort of thing was done. The Marxist POUM militia in the Spanish Civil War, early twentieth. You obeyed an order only after it had been explained in detail; you could refuse it if it didn't make sense. Officers and men got drunk together and never saluted or used titles. They lost the war. But the other side didn't have any fun.

Примечательно, что в русском переводе слово ПОУМ заменено на «интербригады»: «Интербригады, гражданская война в Испании, двадцатый век. Вы подчинялись приказу, если видели в нём смысл. Они не подчинялись. Офицеры и солдаты не отдавали друг другу честь и не пользовались званиями».
Также, ПОУМ упоминается в романе Эрнеста Хемингуэя «По ком звонит колокол».
В компьютерной игре Hearts of Iron IV ПОУМ является одной из фракций в ходе Испанской Гражданской войны

## Комментарии
1. ↑  Джордж Оруэлл: Памяти Каталонии - Русский язык - Главная страниця. Дата обращения: 15 июля 2008. Архивировано 13 мая 2008 года.
2. ↑  Haldeman, Joe (1974). The Forever War (First Avon Books Printing: May, 1991. ed.). New York: Avon Books. p. 209. ISBN 0-380-70821-3.